# 岳陽楼

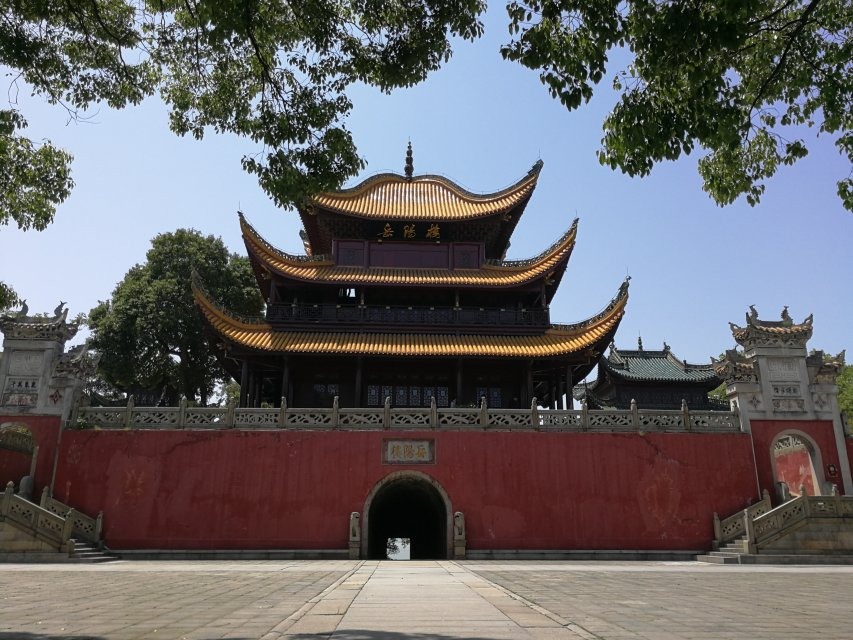
岳陽楼

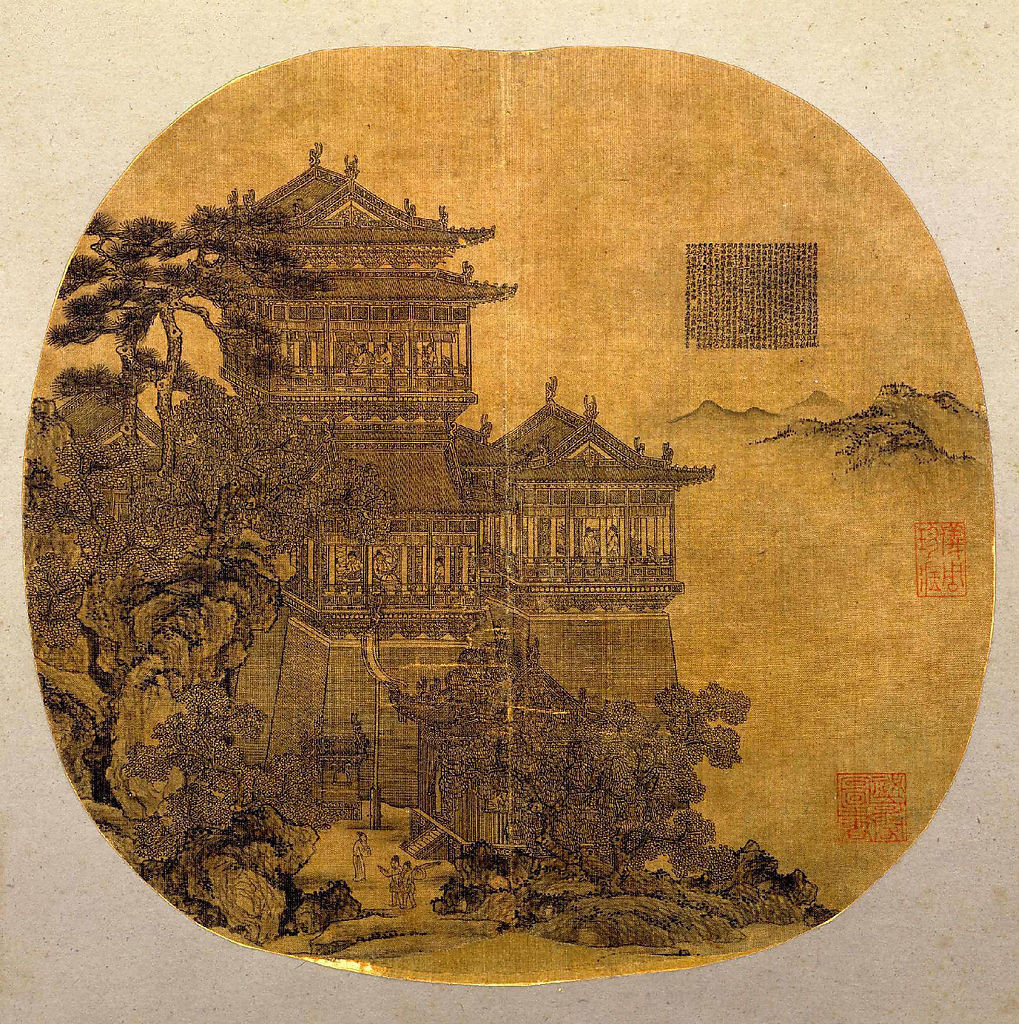
元代の夏永が描いた岳陽楼

岳陽楼（がくようろう、簡体字中国語: 岳阳楼、繁体字中国語: 岳陽樓、拼音: Yuèyáng Lóu）は、中国湖南省岳陽市にある楼閣。洞庭湖の東北岸に建つ、高さ20.35メートルの三層の木造建築であり、眼下に広大な洞庭湖、北に長江を臨む雄大な景観で知られる。
黄鶴楼、滕王閣と共に、「江南の三大名楼」のひとつとされる。中華人民共和国国家級風景名勝区（1988年認定）、中国の5A級観光地（2011年認定）。

## 歴史
後漢末、赤壁の戦いの後、呉の魯粛が水軍を訓練する際の閲兵台として築いたものがこの楼の始まりとされる。
唐代、岳州に刺史として左遷されてきた張説が716年（開元4年）に魯粛の軍楼を改修して岳州城（岳陽城）の西門とし、南楼と称した。「岳陽楼」の名もこの頃につけられた。張説が才子文人と共にこの楼で詩を賦してからその名が高まり、後に孟浩然や李白ら著名な詩人たちもここを訪れて詩を賦し、「天下の楼」とうたわれた。当時の楼は現在のものより小規模で背も低かったと言われる。
現在の建物は清代の1867年（同治6年）あるいは1877年（光緒3年）の再建であり、その飛檐（反りの大きな軒）は清代建築に特徴的なものである。

## 文学
孟浩然の『臨洞庭』（洞庭に臨む）、杜甫の『登岳陽樓』（岳陽楼に登る）、范仲淹の『岳陽樓記』（岳陽楼の記）など、岳陽楼とその情景を詠じた詩文は数多い。

### 杜甫
杜甫が最晩年、戦乱で荒廃した長江流域をさすらう中で岳陽を訪れ、768年（大暦3年）の暮れに詠んだのが、この極めて精錬度の高い五言律詩『登岳陽樓』（岳陽楼に登る）である。
| 登岳陽樓   | 登岳陽樓                                   | 登岳陽樓                                         |
| ---------- | ------------------------------------------ | ------------------------------------------------ |
| 昔聞洞庭水 | 昔聞く 洞庭の水                            | 昔から洞庭湖の素晴らしい景色を話には聞いていたが |
| 今上岳陽樓 | 今上る 岳陽楼                              | いままさに岳陽楼に登っている                     |
| 呉楚東南坼 | 呉楚（ごそ） 東南に坼（さ）け              | 呉と楚は、この湖によって東と南に引き裂かれ       |
| 乾坤日夜浮 | 乾坤（けんこん） 日夜浮かぶ                | 天と地が、果て無く広がる水面に日夜浮かんでいる   |
| 親朋無一字 | 親朋（しんほう） 一字無く                  | 家族や友人から一通の便りも無く                   |
| 老病有孤舟 | 老病 孤舟（こしゅう）有り                  | 老いて病気がちな我が身には、一艘の舟だけが頼りだ |
| 戎馬關山北 | 戎馬（じゅうば） 関山の北                  | 関山の北では、戦乱が続いている                   |
| 憑軒涕泗流 | 軒（けん）に憑（よ）って涕泗（ていし）流る | 軒にもたれて故郷を思うと、涙が流れてくるばかりだ |

『唐詩選』にも収められたこの詩に対する賞賛は数多く、かねてより古今の絶唱と称される。例えば宋の唐庚は『唐子西文録』で「子美の詩は四十字のみ。気象閎放、涵蓄深遠にして、殆ど洞庭と雄を争ふ。いはゆる富めるかな言や、といふ者なり。〔李〕太白、〔韓〕退之の輩、率（おおむ）ね大篇を為（つく）るも、終に逮（およ）ばざるなり」と絶賛している。

### 范仲淹
范仲淹の『岳陽樓記』（岳陽楼の記）は、1044年（慶暦4年）に中央から岳州太守へ左遷された滕宗諒が、岳陽楼を修復した際、同年の進士だった范仲淹に作らせた文章である。『古文真宝』に収められ、名文として広く知られる。特に、末尾の一節から「先憂後楽」という語が生まれたことで著名。